# Zduny (powiat łowicki)
Zduny – wieś w Polsce położona w województwie łódzkim, w powiecie łowickim, w gminie Zduny.

## Historia
Wieś początkowo należała do grodu łowickiego jako osada służebna. Wyroby gliniane wytwarzane we wsi przez garncarzy (zdunów) stawały się potem własnością grodu. Później wieś weszła w dobra arcybiskupstwa gnieźnieńskiego tzw. księstwo łowickie tworząc oddzielny tzw. klucz zduński.
XIV w. powstała w Zdunach parafia św. Jakuba Apostoła
Miejscowość jako folwark i wieś leżącą w gminie Bąków w parafii Zduny opisał XIX wieczny Słownik geograficzny Królestwa Polskiego. W 1827 znajdowało się w niej 45 domów, w których mieszkało 353 mieszkańców. W 1895 roku mieszkańców było 500, a we wsi znajdowały się: parafialny kościół murowany, kaplica cmentarna, okręgowy sąd gminny III, urząd gminy Baków z kasą wkładowo-zaliczkową oraz szkoła początkowa.
16 września 1939 żołnierze Wehrmachtu zamordowali 18 mieszkańców.
Do 1953 roku miejscowość była siedzibą gminy Bąków. W latach 1975–1998 miejscowość należała administracyjnie do województwa skierniewickiego.

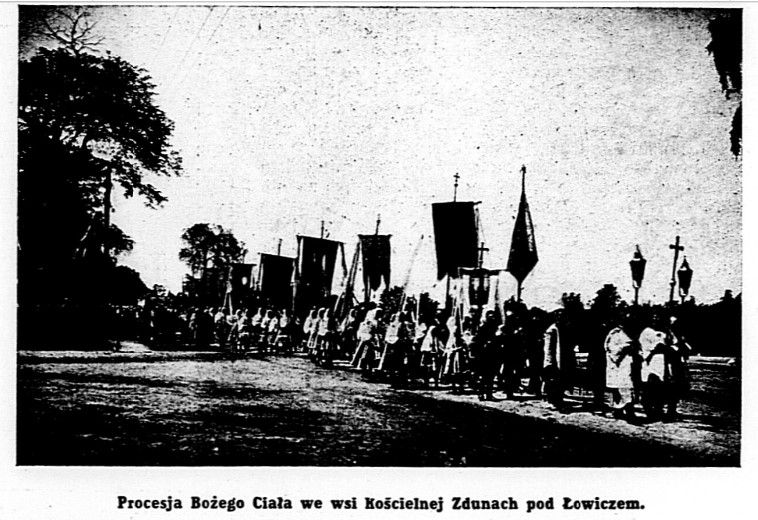
Procesja Bożego Ciała 1935 r.

## Zabytki
Według rejestru zabytków Narodowego Instytutu Dziedzictwa na listę zabytków wpisane są obiekty:
- kościół parafialny pw. św. Jakuba Apostoła, XIX/XX, nr rej.: 511-A z 30.01.1979
- kaplica, 1 poł. XX, nr rej.: j.w.
- cmentarz kościelny, nr rej.: 971-A z 30.06.1994
- cmentarz mariawicki, 1 poł. XX, nr rej.: 923-A z 21.12.1992

## Urodzeni w Zdunach
- Ignacy Polkowski – polski ksiądz Katolicki, historyk, archiwista, bibliograf, badacz życia i dorobku Kopernika, członek Akademii Umiejętności w Krakowie[9].
- Franciszek Drzewiecki – polski ksiądz katolicki, prezbiter orionista, błogosławiony Kościoła katolickiego, męczennik II wojny światowej[10].